# Schizopelex cachetica
Schizopelex cachetica är en nattsländeart som beskrevs av Martynov 1913. Schizopelex cachetica ingår i släktet Schizopelex och familjen krumrörsnattsländor. Inga underarter finns listade i Catalogue of Life.